# Argyrolestes peralestinus
Argyrolestes peralestinus és una espècie de marsupial sud-americà extint que visqué a l'Eocè inferior. Se n'han trobat restes fòssils a l'Argentina.